# Harquency
Harquency és un municipi francès situat al departament de l'Eure i a la regió de Normandia. L'any 2007 tenia 261 habitants.

## Demografia

### Població
El 2007 la població de fet de Harquency era de 261 persones. Hi havia 94 famílies, de les quals 16 eren unipersonals (16 dones vivint soles i 16 dones vivint soles), 35 parelles sense fills i 43 parelles amb fills.
La població ha evolucionat segons el següent gràfic:
Habitants censats

### Habitatges
El 2007 hi havia 115 habitatges, 94 eren l'habitatge principal de la família, 17 eren segones residències i 4 estaven desocupats. 109 eren cases i 5 eren apartaments. Dels 94 habitatges principals, 80 estaven ocupats pels seus propietaris, 13 estaven llogats i ocupats pels llogaters i 1 estava cedit a títol gratuït; 5 tenien dues cambres, 11 en tenien tres, 31 en tenien quatre i 47 en tenien cinc o més. 71 habitatges disposaven pel capbaix d'una plaça de pàrquing. A 32 habitatges hi havia un automòbil i a 58 n'hi havia dos o més.

### Piràmide de població
La piràmide de població per edats i sexe el 2009 era:
| Homes | Edats   | Dones |
| ----- | ------- | ----- |
| 0     | 95 o +  | 0     |
| 0     | 90 a 94 | 0     |
| 0     | 85 a 89 | 0     |
| 0     | 80 a 84 | 0     |
| 0     | 75 a 79 | 4     |
| 4     | 70 a 74 | 4     |
| 4     | 65 a 69 | 0     |
| 0     | 60 a 64 | 4     |
| 0     | 55 a 59 | 0     |
| 12    | 50 a 54 | 8     |
| 12    | 45 a 49 | 8     |
| 16    | 40 a 44 | 12    |
| 12    | 35 a 39 | 16    |
| 12    | 30 a 34 | 12    |
| 8     | 25 a 29 | 0     |
| 4     | 20 a 24 | 16    |
| 8     | 15 a 19 | 4     |
| 0     | 10 a 14 | 16    |
| 4     | 5 a 9   | 20    |
| 12    | 0 a 4   | 4     |

## Economia
El 2007 la població en edat de treballar era de 184 persones, 138 eren actives i 46 eren inactives. De les 138 persones actives 133 estaven ocupades (68 homes i 65 dones) i 6 estaven aturades (4 homes i 2 dones). De les 46 persones inactives 16 estaven jubilades, 18 estaven estudiant i 12 estaven classificades com a «altres inactius».

### Ingressos
El 2009 a Harquency hi havia 98 unitats fiscals que integraven 270 persones, la mediana anual d'ingressos fiscals per persona era de 20.060 €.

### Activitats econòmiques
Dels 9 establiments que hi havia el 2007, 3 eren d'empreses de construcció, 1 d'una empresa financera, 1 d'una empresa immobiliària, 3 d'empreses de serveis i 1 d'una entitat de l'administració pública.
Dels 2 establiments de servei als particulars que hi havia el 2009, 1 era un paleta i 1 lampisteria.
L'any 2000 a Harquency hi havia 5 explotacions agrícoles.

## Poblacions més properes
El següent diagrama mostra les poblacions més properes.